# 宇文庭立
宇文庭立，宇文离惑之子，袭爵为介国公。